# Walzer d'amore
Walzer d'amore (Liebeswalzer) è un film del 1930 diretto da Wilhelm Thiele.

## Trama
La madre dell'arciduca Peter Ferdinand progetta di combinare le nozze tra il figlio e la principessa Eva von Lauenburg. Quando viene a conoscenza dei piani della madre, l'arciduca manda al suo posto - al gran ballo organizzato per il compleanno della principessa - Bobby, il suo nuovo segretario. Con indosso l'alta uniforme di gala, Bobby fa una grande impressione, conquistando la bella Eva. Ma il giovanotto si rende conto della differenza di classe tra lui e la principessa che, invece, finisce per schiaffeggiare l'arciduca. Toccherà a Bobby chiarire la situazione che si è creata.

## Produzione
Il film fu prodotto dall'Universum-Film AG (UFA) (Berlin) con il titolo di lavorazione Der Chauffeur-Prinz.

## Distribuzione
Distribuito dall'Universum Film (UFA) con il visto di censura del 1º gennaio, il film uscì nelle sale cinematografiche tedesche presentato in prima il 7 febbraio 1930.